# Paraclete (Grenada)
Paraclete ist eine Siedlung im Parish Saint Andrew im Osten von Grenada.

## Geographie
Die Siedlung liegt im Inselinnern am Osthang des Mount Saint Catherine, zwischen Mount Horne im Süden und Blaize im Norden.
Eine Sehenswürdigkeit ist der Wasserfall Paraclete Waterfall am Osthang des Barique.
Zur Küste hin, im Osten liegt Upper Pearls.

## Geschichte
1795 war der Ort die Residenz des Gouverneurs Ninian Home, der dort im März 1795 von aufständischen Sklaven unter Julien Fédon gefangen genommen wurde.